# Rockbridge (Wisconsin)
Rockbridge es un pueblo ubicado en el condado de Richland en el estado estadounidense de Wisconsin. En el Censo de 2010 tenía una población de 734 habitantes y una densidad poblacional de 7,84 personas por km².

## Geografía
Rockbridge se encuentra ubicado en las coordenadas 43°24′58″N 90°22′10″O / 43.41611, -90.36944. Según la Oficina del Censo de los Estados Unidos, Rockbridge tiene una superficie total de 93.66 km², de la cual 93.64 km² corresponden a tierra firme y (0.02%) 0.02 km² es agua.

## Demografía
Según el censo de 2010, había 734 personas residiendo en Rockbridge. La densidad de población era de 7,84 hab./km². De los 734 habitantes, Rockbridge estaba compuesto por el 99.32% blancos, el 0.14% eran afroamericanos, el 0% eran amerindios, el 0% eran asiáticos, el 0% eran isleños del Pacífico, el 0% eran de otras razas y el 0.54% pertenecían a dos o más razas. Del total de la población el 0.14% eran hispanos o latinos de cualquier raza.